# Голубая (деревня)
Голуба́я— деревня в Шушенском районе Красноярского края в составе  Сизинского сельсовета.

## География
Деревня находится на правом берегу Енисея примерно в 44 километрах по прямой на юго-запад от районного центра поселка Шушенское, примыкая с юга к селу Сизая.

## Климат
Климат резко континентальный с холодной продолжительной зимой и коротким жарким летом. Самый теплый месяц - июль со средней температурой +20°С, абсолютный максимум до +39°С. Продолжительность безморозного периода 115 дней, вегетационного- 150 дней. Зимой самый холодный месяц - январь со средней температурой до -20°С. Среднегодовое количество осадков 500 мм. Снежный покров устанавливается в конце первой - начале второй декады ноября, держится около 5 месяцев. Высота снежного покрова до 150 см. Относительная влажность воздуха колеблется от 42 до 57%. 

## Население
| 2010 |
| ---- |
| 261  |

Постоянное население составляло 268 человек в 2002 году (93% русские),  261 в 2010.